# Kemaman
Kemaman is een district in de Maleisische deelstaat Terengganu.
Het district telt 171.000 inwoners op een oppervlakte van 2500 km².